# Paul Fischer (Maler, 1786)

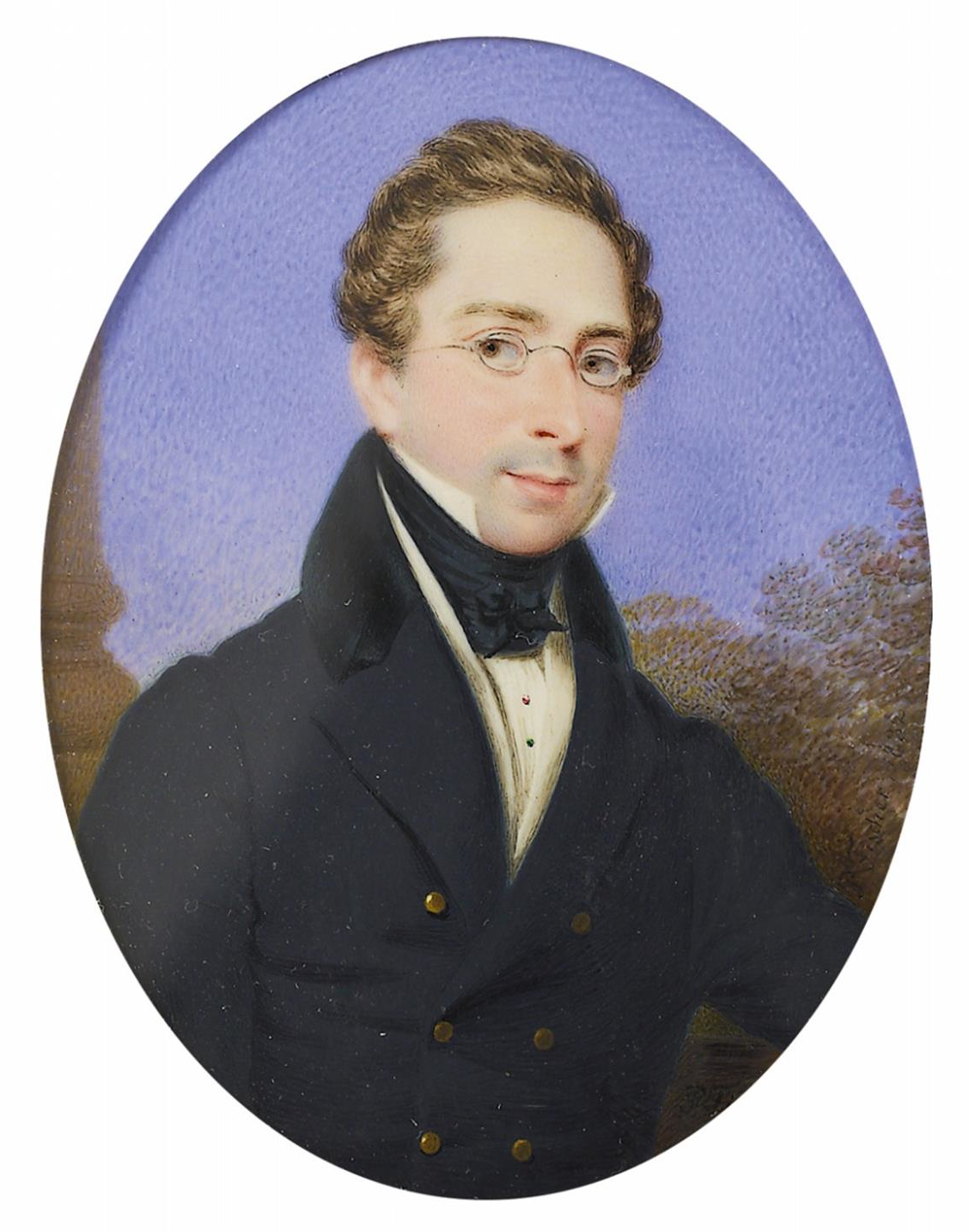
Selbstbildnis Fischers;
Gouache auf Elfenbein, 1832.

Johann Georg Paul Fischer (* 16. September 1786 in Hannover; † 12. September 1875 in London) war ein deutscher Maler, der seit 1810 in England tätig war.

## Leben
Fischer war das jüngste Kind eines Graveurs. Nach dem frühen Tod des Vaters kam er mit fünfzehn Jahren in die Lehre zu dem Hofmaler Johann Heinrich Ramberg, bei dem er in Malerei, Porträt und Bühnenbild ausgebildet wurde, womit er seine Familie ernähren konnte. 1810 übersiedelte er nach England, um der Mobilmachung für den Krieg gegen Napoleon zu entgehen.
Hier wurde er zum Hofmaler, fertigte Miniaturporträts von Queen Charlotte und weiteren Mitgliedern der königlichen Familie u. a. Princess Victoria. Zudem bekam er Aufträge für militär- und kostümhistorische Illustrationen, zeichnete Aquarelllandschaften und gab einige Druckgrafiken und Stiche heraus. Von 1817 bis 1852 stellte er regelmäßig in der Royal Academy sowie den Suffolk Street Exhibitions aus. Fischer arbeitete bis zu seinem 81. Lebensjahr als Maler. Er war ein Auftragsmaler, jedoch durchaus bekannt und mit eigenem Stil. Einige seiner Studien im British Museum bestechen durch ihren lebhaften und intelligenten Ausdruck, besonders die Porträts für William Hunt.
Er war in erster Ehe mit Jane Fischer und in zweiter Ehe mit Marie Fischer geb. Lette verheiratet.